# RCA Camden
La RCA Camden è stata una etichetta discografica, appartenente alla RCA Italiana, e attiva negli anni '50 e '60.

## Storia
Camden è una città del New Jersey, sede della Victor Talking Machine Company, una delle prime case discografiche americane, in seguito acquisita dalla Radio Corporation of America, che decise di dare il nome della città a uno dei suoi marchi.
L'etichetta RCA Camden era utilizzata dalla casa madre americana per stampare, per lo più, dischi di musica classica; in Italia invece il marchio fu usato per pubblicare alcuni dischi di artisti della RCA Italiana agli inizi di carriera (ad esempio Edoardo Vianello o Gianni Meccia).
Nel corso degli anni, con la nascita di altre etichette, l'RCA Italiana abbandonò le pubblicazioni su RCA Camden.

## Dischi
La datazione qui riportata si basa sull'etichetta del disco o sulla copertina; qualora nessuno di questi elementi abbia una datazione, è basata sulla numerazione del catalogo; talora è, infine, basata sul codice della matrice di stampa. Se esistenti, sono riportati, oltre all'anno, il mese e il giorno (quest'ultimo dato si trova, a volte, stampato sul vinile).
Molti dischi della RCA non hanno riferimenti sulla data di pubblicazione. Si può risalire all'anno di emissione in base al codice della matrice stampato sull'etichetta. Di seguito la tabella di conversione codice matrice per i 45 giri relativi alla RCA Camden:
| Numero di matrice | Anno di prima stampa |
| ----------------- | -------------------- |
| JKAW - 2E7VW      | 1958                 |
| KKAW - 2E8VW      | 1959                 |
| LKAW              | 1960                 |
| MKAW              | 1961                 |
| NKAW              | 1962                 |

### 33 giri
| Numero di catalogo | Anno | Interprete                                        | Titoli                          |
| ------------------ | ---- | ------------------------------------------------- | ------------------------------- |
| LCP 1              | 1959 | Duke Ellington                                    | Duke Ellington                  |
| LCP 2              | 1959 | RCA Camden Rockers                                | Biggest Hits of '59 - Vol.1     |
| LCP 3              | 1959 | Roberto Altamura                                  | Neapolitan Classics             |
| LCP 4              | 1959 | Lionel Hampton and Orchestra                      | Open House                      |
| LCP 5              | 1959 | The Fred Astaire Dance Studio Orchestra           | Everybody cha cha!              |
| LCP 6              | 1959 | Little Richard                                    | Little Richard                  |
| LCP 10             | 1959 | Tony Del Monaco, Stella Dizzy ed altri artisti    | I successi del juke box, vol. 1 |
| LCP 15             | 1959 | RCA Camden Rockers                                | Biggest Hits of '59 - Vol.2     |
| LCP 21             | 1959 | Nicola Arigliano, Domenico Modugno e Joe Sentieri | Tris d'assi                     |
| LCP 25             | 1959 | Corrado e i 93                                    | Night Club Vol.1                |
| LCP 30             | 1959 | Roberto Altamura                                  | Canzoni d'altri tempi           |
| LCP 39             | 1960 | Odoardo Spadaro                                   | Le canzoni di Firenze           |
| LCP 49             | 1959 | Gianni Meccia, I 5 Del Sud ed altri artisti       | I successi del juke box, vol. 2 |
| LCP 65             | 1960 | Quartetto Mondadori                               | Il Quartetto Mondadori          |
| LCP 68             | 1960 | Isabella Fedeli ed altri artisti                  | I successi del juke box, Vol. 3 |

### EP
| Numero di catalogo | Anno | Interprete                         | Titoli                                                                                        |
| ------------------ | ---- | ---------------------------------- | --------------------------------------------------------------------------------------------- |
| ECP 8              | 1959 | Corrado e i 93                     | Carina/Guarda che luna/Non partir/Per un bacio d'amor                                         |
| ECP 18             | 1959 | Interpreti Vari                    | Il Nostro Natale                                                                              |
| ECP 23             | 1960 | Wolmer Beltrami e il suo complesso | Ballate con le canzoni di Sanremo 1960                                                        |
| ECP 32             | 1960 | Odoardo Spadaro                    | Le Canzoni di Firenze                                                                         |
| ECP 34             | 1960 | The Flippers                       | Muskrat ramble cha cha/Honeysuckle Rose/Jada/When the saints go rockin' in                    |
| ECP 46             | 1960 | Rino Sentieri                      | 'I te vurria vasà/Zingarella                                                                  |
| ECP 55             | 1960 | Gianni Meccia                      | Meccia canta Meccia: Il barattolo / Alzo la vela / Pissi pissi, bao bao / Folle banderuola    |
| ECP 60             | 1960 | I 5 del Sud                        | La gatta / Personalità / Una zebra a pois / Mustafà                                           |
| ECP 63             | 1960 | Felice Colasso                     | Il nostro concerto/Notte di luna calante/Il cielo in una stanza/Aufwiedersehen a Diano Marina |
| ECP 67             | 1961 | The Flippers                       | Le mille bolle blu/Mandolino, mandolino/24 mila baci/Carolina dai!                            |

### 45 giri
Nel 1961 - contestualmente ad alcune riorganizzazioni di numerazione - questa serie venne terminata e fatta confluire nella nuova serie "Rca Victor - Serie Europa": l'ultimo disco pubblicato come Rca Camden fu il 45CP-127, il successivo venne pubblicato come Rca Victor - Serie Europa PM45-0128. Per l'elencazione dei titoli PM45-XXXX si veda qui.
Nei cataloghi Rca Italiana successivi alla modifica, i titoli da 45CP-0004 a 45CP-0127 furono riclassificati a pari numero come PM45-0004...0127; alcuni titoli di successo più breve, tuttavia, non ebbero riclassificazione PM45-XXXX.  
| Numero di catalogo | Anno    | Interprete                                               | Titoli                                                                |
| ------------------ | ------- | -------------------------------------------------------- | --------------------------------------------------------------------- |
| 45CP-2             | 1958    | Little Richard                                           | Ain't Nothin' Happenin / Why Did You Leave Me                         |
| 45CP-3             | 10-1959 | Gianni Gerico e i 5 Duchi                                | Al I have to do is dream / Who’s sorry now                            |
| 45CP-4             | 10-1959 | Stella Dizzy (sul lato A) e Tony Del Monaco              | Scoubidoubidou / Non sei bellissima                                   |
| 45CP-5             | 10-1959 | Quartetto 2 + 2                                          | Domani / Voglio                                                       |
| 45CP-6             | 10-1959 | Amalia Rodriguez                                         | Fado xu xu / Cantel o fado                                            |
| 45CP-7             | 1959    | Edoardo Vianello                                         | Ma guardatela / Troppo piccola                                        |
| 45CP-11            | 1959    | Quartetto 2 + 2                                          | Concertino / Sei nata per essere adorata                              |
| 45CP-12            | 05-1960 | Tony Del Monaco                                          | Rimani / Un amore in riviera                                          |
| 45CP-13            | 10-1959 | Lucia Barsanti                                           | L’altalena dell’amore / Tanto da morire                               |
| 45TP-17            | 12-1959 | Maxim Saury                                              | Si tu vois ma mère / Les oignons                                      |
| 45CP-18            | 1959    | The Fred Astaire Dance Studio Orchestra                  | Cielito lindo / Ay Ay Ay                                              |
| 45CP-19            | 11-1959 | Eddie Williams & Buck Ram Orchestra / Buck Ram Orchestra | Hey operator / That’s a lotta brass                                   |
| 45CP-20            | 11-1959 | Gianni Gerico e i 5 Duchi                                | Siesta / Twilight time                                                |
| 45CP-21            | 1959    | Daisy Lumini                                             | Lasciarsi (non chiedermi di più) / Whisky                             |
| 45CP-22            | 05-1960 | Corrado e i 93                                           | Parlami d’amore Mariù / Carina                                        |
| 45CP-23            | 11-1959 | Quartetto 2 + 2                                          | Il tuo bacio è come un rock / Ehi! Bello                              |
| 45CP-24            | 1959    | Stella Dizzy                                             | Sono timida / Luna timida                                             |
| 45CP-25            | 11-1959 | Roberto Davini                                           | Ballata del fiume / Amore antico                                      |
| 45CP-26            | 1959    | Anita Sol                                                | I' Voglio A Tte / Napule Dint' 'A Luna                                |
| 45CP-27            | 11-1959 | Paul Terry & The Four Crazy                              | Lonely Boy / Venus                                                    |
| 45CP-29            | 1959    | Domenico Modugno                                         | La sveglietta / La cicoria                                            |
| 45CP-30            | 11-1959 | Domenico Modugno                                         | Mese 'e settembre / Ninna nanna                                       |
| 45CP-31            | 1959    | Domenico Modugno                                         | Vitti 'na crozza / Musciu niuru                                       |
| 45CP-32            | 1959    | Fred Astaire Dance Studio Orchestra                      | Piel Canela / Cha-Cha-Ku-Ka-Ra-Cha                                    |
| 45CP-33            | 1959    | I Cinque Ciro's                                          | Time Bomb / C'était hier                                              |
| 45CP-34            | 1959    | Paul Terry                                               | I'm in the mood of love / See you later alligator                     |
| 45CP-36            | 12-1959 | Edoardo Vianello                                         | Chi siamo / Non pensiamo al domani                                    |
| 45TP-37            | 12-1959 | Charles Aznavour                                         | Pourquoi viens-tu si tard? / Mon amour                                |
| 45CP-38            | 02-1960 | The Flippers                                             | When The Saints Go Rockin' In / Muskrat Ramble Cha Cha                |
| 45CP-39            | 02-1960 | Daisy Lumini                                             | Cu-cu-ru-cu-cu paloma / Le rififi                                     |
| 45CP-40            | 1959    | Edoardo Vianello                                         | Kiss me, kiss me / Love in Portofino                                  |
| 45CP-41            | 1959    | Glory Twins & The Robots                                 | Tintarella di luna / Forever                                          |
| 45CP-42            | 1959    | Gianni Meccia e I Carraresi                              | Jasmine / I soldati delicati                                          |
| 45CP-43            | 1959    | Paola Orlandi                                            | L'arcobaleno / Voglio l'amore                                         |
| 45CP-44            | 05-1960 | Anita Sol                                                | Tu menti così bene / Ti rispondo di si                                |
| 45CP-45            | 06-1960 | The Glory Twins & The Robots                             | Jolly Joker / Camminando sotto la pioggia                             |
| 45CP-46            | 06-1960 | Rino Sentieri                                            | 'A straniera / Zingarella                                             |
| 45CP-47            | 1960    | Nicola Arigliano e i 4 Posteggiatori                     | 'A tazza 'e cafè / 'E spingule frangese                               |
| 45CP-48            | 1960    | Sergio Centi                                             | Guardame / Portame cu tte                                             |
| 45CP-49            | 06-1960 | Tony Del Monaco                                          | Ho vinto / A mani giunte                                              |
| 45TP-52            | 06-1960 | Loulou Legrand                                           | Un telegramma / Marina                                                |
| 45CP-53            | 06-1960 | Fred Astaire Dance Studio Orchestra                      | Merengue merengue / Hop skip merengue                                 |
| 45CP-54            | 06-1960 | Daisy Lumini                                             | Forte forte / Notte lunga notte                                       |
| 45CP-55            | 06-1960 | Paolo Terracini                                          | Rido / Veronica                                                       |
| 45CP-56            | 06-1960 | Gli Svitati con Isabella e Memmo Foresi                  | I'm Gonna Sit Right Down And Cry / Frankie And Johnny                 |
| 45CP-57            | 06-1960 | Mario Perrone                                            | O’ marenariello / Alexander’s Ragtime Band                            |
| 45CP-58            | 1960    | RCA Camden Rockers                                       | Red River Rock / Guitar boogie shuffle                                |
| 45CP-60            | 05-1960 | Brook Benton                                             | Crazy in Love with You / I’m Coming Back to You                       |
| 45CP-61            | 05-1960 | Paul Terry                                               | Mack the Knife / Marina                                               |
| 45CP-62            | 1960    | Daisy Lumini                                             | Sub amore / A.A.A.Attenzione                                          |
| 45CP-63            | 1960    | The Flippers                                             | Jada / Tiny Capers                                                    |
| 45CP-64            | 05-1960 | Daisy Lumini                                             | Le fric / Le grisbi                                                   |
| 45CP-66            | 1960    | Rosario Borelli                                          | Voglio vendere l'anima / Una bugia meravigliosa                       |
| 45CP-67            | 07-1960 | Alberto Lionello                                         | Ciao Micia / Mi annoio                                                |
| 45CP-68            | 05-1960 | Alberto Lionello                                         | È vero / La donna che vale                                            |
| 45CP-69            | 1960    | The Flippers                                             | Torna a Surriento / Le tue mani                                       |
| 45CP-70            | 06-1960 | Edoardo Vianello                                         | Silvia / Ho tutto per essere felice                                   |
| 45CP-71            | 1960    | Gianni Meccia                                            | Il barattolo / Quanta paura                                           |
| 45CP-72            | 1960    | Gianni Meccia                                            | I Segreti Li Tengono Gli Angeli (Pissi Pissi, Bao Bao) / Alzo la vela |
| 45CP-75            | 06-1960 | Jean Goldkette                                           | Charleston / My Pretty Girl                                           |
| 45CP-76            | 07-1960 | Fred Astaire Dance Studio Orchestra                      | Top hat mambo / Mambo loco                                            |
| 45CP-77            | 08-1960 | Xavier Cugat                                             | La cumparsita / Estrellita                                            |
| 45CP-78            | 1960    | Domenico Modugno                                         | La donna riccia / Lu pisce spada                                      |
| 45CP-79            | 1960    | Domenico Modugno                                         | Vecchio Frack / Sole, sole, sole                                      |
| 45CP-80            | 1960    | Domenico Modugno                                         | Musetto / Io mammeta e tu                                             |
| 45CP-81            | 1960    | Gianni Meccia                                            | Aiuto! / Io dico no                                                   |
| 45CP-82            | 1960    | Gianni Meccia                                            | Odio tutte le vecchie signore / Diomira                               |
| 45CP-83            | 07-1960 | Dino Giacca                                              | Pe’ ‘nu raggio ‘e luna / ’E stelle cadente                            |
| 45CP-84            | 07-1960 | Luciano Glori                                            | Sempe tu! / Un urlatore a… Napule                                     |
| 45CP-86            | 07-1960 | Xavier Cugat                                             | Siboney / Jalousie                                                    |
| 45CP-88            | 1960    | Stella Dizzy                                             | Grazie settembre / Il mio giorno                                      |
| 45CP-89            | 07-1960 | Tony Del Monaco                                          | Vanitosissima / Nel ballare                                           |
| 45CP-91            | 08-1960 | Sergio Centi                                             | Fontana di Trevi / Arrivederci Roma                                   |
| 45CP-92            | 08-1960 | Quartetto 2 + 2                                          | Firuliruli / Un cuore e un palloncino                                 |
| 45TP-93            | 08-1960 | Pepe Luiz                                                | Las secretarias / Tabaris cha-cha                                     |
| 45TP-95            | 08-1960 | Los Cubancitos                                           | Adonis-cha-cha / Historia de cha-cha                                  |
| 45CP-98            | 1960    | Franco Nebbia                                            | L'agente dell'F.B.I. / Il fusto                                       |
| 45CP-99            | 1960    | Enzo Samaritani                                          | Ho paura di te / Erano nuvole                                         |
| 45CP-100           | 1960    | Maria Monti                                              | Zitella cha cha cha / Si dice                                         |
| 45CP-101           | 10-1960 | I 5 del Sud                                              | Vieni stasera / Guardame                                              |
| 45CP-102           | 1960    | Rosario Borelli                                          | Sì sì Marì / Girandola di stelle                                      |
| 45CP-103           | 11-1960 | Gianni Meccia                                            | Il pullover / S'è fatto tardi                                         |
| 45CP-104           | 1960    | Jole Vaja                                                | Rock per Judy / Follia                                                |
| 45CP-105           | 1960    | Maria Monti                                              | Impariamo il Madison / L'ho imparato                                  |
| 45CP-106           | 03-1961 | Daisy Lumini                                             | Il gabbiano / Tante piccole cose                                      |
| 45CP-107           | 1960    | The Flippers                                             | Honeysukle Rose / Stormy Weather                                      |
| 45CP-108           | 1960    | Mario Perrone                                            | Notte di luna calante / Nel bene e nel male                           |
| 45CP-109           | 1960    | Campanino                                                | Girotondo d'amore / Nun venì                                          |
| 45CP-110           | 1960    | Maria Monti                                              | Un delitto perfetto d'amor / La nebbia                                |
| 45CP-111           | 11-1960 | Maria Monti                                              | La mosca / Sono innamorata                                            |
| 45CP-112           | 12-1960 | Piero Umiliani                                           | Moderato Swing / Tema in Blues                                        |
| 45CP-113           | 12-1960 | The Flippers                                             | Santa Notte e cha cha cha / Bianco Natale cha cha                     |
| 45CP-114           | 12-1960 | Isabella Fedeli                                          | Uno a te, uno a me / Milord                                           |
| 45CP-115           | 12-1960 | Tony Del Monaco                                          | Concerto d’estate / Bimba se tu vuoi                                  |
| 45CP-117           | 12-1960 | Alberto Lionello                                         | La la la la / Se ritornerai                                           |
| 45CP-118           | 1960    | Tex Beneke                                               | Ballad of the Alamo / The Green Leaves of Summer                      |
| 45CP-119           | 11-1960 | The Flippers                                             | Non gridar bambina / In cerca di te (solo me ne vo...)                |
| 45CP-120           | 1960    | Quartetto Mondadori                                      | Keep Quiet / Steel Guitar Rag                                         |
| 45CP-121           | 1960    | The Latins                                               | La bamba / Yo tengo una muñeca                                        |
| 45CP-122           | 1960    | The Latins                                               | Trompette d’occasion / Juke-Box                                       |
| 45CP-123           | 1960    | Edoardo Vianello e I Flippers                            | Siamo due esquimesi / Chi siamo                                       |
| 45CP-124           | 01-1961 | Gianni Meccia                                            | Patatina / L'altalena dell'amore                                      |
| 45CP-125           | 1961    | Edoardo Vianello                                         | Che freddo! / M'annoio                                                |
| 45CP-126           | 1961    | The Flippers                                             | Che brivido ragazzi / Le mille bolle blu                              |
| 45CP-127           | 1961    | Maria Monti                                              | Benzina e cerini / Vetrine                                            |